# Celestino Vercelli
Pour les articles homonymes, voir Vercelli.
Celestino Vercelli, né le 10 août 1946 à Soriso en Piémont et mort le 26 novembre 2020,, est un coureur cycliste italien, professionnel de 1969 à 1978.

## Palmarès
- 1967
  - 3e du Circuito Alzanese
- 1968
  - Gran Premio della Baraggia
  - Gran Premio Ezio Del Rosso
  - Coppa Mobilio Ponsacco (contre-la-montre)
- 1970
  - 3e de la Cronostaffetta
- 1975
  - 2e de la Coppa Sabatini
- 1976
  - 3e de la Cronostaffetta

## Résultats sur les grands tours

### Tour de France
2 participations
- 1971 : 83e
- 1976 : 55e

### Tour d'Italie
7 participations
- 1969 : 59e
- 1970 : 64e
- 1972 : 52e
- 1973 : 75e
- 1974 : 63e
- 1975 : 44e
- 1977 : 84e

### Tour d'Espagne
1 participation
- 1970 : 45e